# Tron Øgrim
Tron Øgrim, également connu sous le nom de Trond ou le nom de plume Eirik Austey, né le 27 juin 1947 et mort le 23 mai 2007, est un journaliste, écrivain et homme politique norvégien.

## Biographie
En janvier 2006, il devient un contributeur actif sur la version norvégienne de Wikipédia et se spécialise dans les articles concernant le Népal et les langues artificielles.
Tron Øgrim est retrouvé mort le 23 mai 2007, victime d'une attaque cérébrale.

## Œuvres

### Sous son nom
- Jernkorset – kapitlet som ble vekk (1976, coécrit avec Jon Michelet)
- Marxismen – vitenskap eller åpenbaringsreligion? (1979)
- Den vestlige maoismens sammenbrudd og krisa i AKP (m-l) (1982)
- Grisen før jul. Harde tider på vei i det rike Vest-Europa (1985)
- Akersgata og det blodige barnet (1993)
- Hilsen til en generasjon av kvikksølv! Løgnaktige spådommer om datarevolusjonen, verden, Norge og deg (1997)
- Tron Øgrim treffer 10 sportsgærninger (1998)
- Hilsen til en generasjon av kvikksølv! : åssen IT forandrer verden og livet (2000)

### Sous le pseudonyme d'Eirik Austey
- Tyskeren mot Stretermish (1985)
- På sporet etter det ukjente dyret (1990)
- Fallet (1990)
- Blått glass (1991)